# Stebbach
Stebbach ist ein Dorf im Landkreis Heilbronn in Baden-Württemberg, das seit dem 1. Januar 1974 zu Gemmingen gehört.

## Geografie
Stebbach liegt im Kraichgau im nördlichen Baden-Württemberg. Einst zählte der Ort zum ehemaligen Gartachgau, einer überwiegend zu fränkischer Zeit besiedelten Region längs der Lein, eines Nebenflusses des Neckars. Der Ort liegt etwa fünf Kilometer östlich von Eppingen in einer Höhe von rund 200 Metern.

## Geschichte
Der halbe Ort Stebbach mit Burg Streichenberg war bei seiner ersten urkundlichen Erwähnung 1311 pfälzisches Lehen der Herren von Gemmingen, die ihren Stammsitz im benachbarten Gemmingen hatten. Später waren die Lehnshalter die Herren von Mentzingen, von Angelach und von Neipperg. Die andere Hälfte des Ortes war als ehemaliges Zubehör des Steinsbergs Lehen der Grafen von Öttingen für die Herren von Gemmingen. Die Burg Streichenberg war von Hans von Gemmingen (1235 erwähnter Landvogt in Sinsheim) und einem seiner Söhne in der Gemarkung Zimmern errichtet worden, wo sich eine alte von Gemmingen aus erfolgte Ausbausiedlung befunden hatte.
Seit 1520 lag der alleinige Besitz bei der Kurpfalz, wodurch die Einwohner von Stebbach infolge von Reformation und Gegenreformation zwischen 1525 und 1648 zehnmal den Glauben wechseln mussten. Die Pfalz gab den Ort 1670 den Raugrafen (Nachfahren von Marie Luise zu Pfalz) zu Lehen, bevor sich 1733 deren Nachfolger, die Grafen von Degenfeld-Schonburg, hier niederließen und um 1820 nahe der Burg das Schloss Schomberg erbauten. Stebbach kam 1803 zum Fürstentum Leiningen, dieses ging 1806 im Großherzogtum Baden auf.
In Stebbach bestand seit dem 18. Jahrhundert die zeitweilig bedeutende Jüdische Gemeinde Stebbach, die 1809 rund 65 Personen, 1825 rund 75 Personen und damit mehr als 10 % der Einwohner umfasste. Eine Synagoge bestand ab etwa 1800 und wurde 1829 erweitert. Wie auch in Gemmingen und anderen Orten der Umgebung ging die Gemeindegröße durch Ab- und Auswanderung bereits ab der zweiten Hälfte des 19. Jahrhunderts allmählich zurück. 1875 waren es noch 42 Personen, 1900 waren es noch zehn. 1915 bestand die jüdische Gemeinde in Stebbach noch aus zwei Frauen, woraufhin die religiöse Gemeinde am 23. Januar 1915 vom badischen Staatsministerium aufgelöst wurde. Die Synagoge wurde 1947/48 wegen Baufälligkeit abgerissen.
Am 1. Januar 1925 wurde die Gemarkung Streichenberg, die auf die Wüstung Zimmern zurückgeht und in der Neuzeit nur aus Burg Streichenberg und Schloss Schomberg besteht, nach Stebbach eingemeindet. 1939 wurden 536 Einwohner gezählt, Ende 1945 waren es 625. 1952 wurde eine zentrale Wasserversorgung für Stebbach und Gemmingen errichtet.
1961 wurde Stebbach „Musterdorf“ der Ortssanierung und Flurbereinigung. Die Sanierung des Ortes bedeutete für die meisten ortstypischen Gebäude in der Ortsmitte den Abriss, die architektonische Ausgestaltung der heutigen Ortsmitte wird rückblickend als ungünstig und wenig identitätsstiftend betrachtet. Der ungünstigen und wenig sensiblen Umgestaltung des Ortes hat man später mit Maßnahmen wie der Rekonstruktion und Wiederinbetriebnahme des historischen Schulhauses oder der Neugestaltung des Kirchvorplatzes entgegenzuwirken versucht.
Am 1. Januar 1974 wurde Stebbach nach Gemmingen eingemeindet. Am 31. Dezember 2003 wurden 1496 Einwohner gezählt.

## Sehenswürdigkeiten

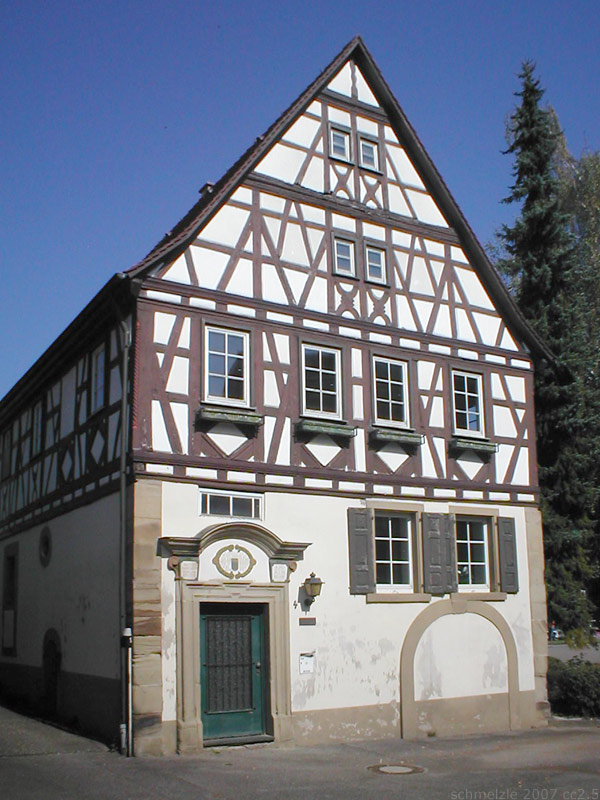
Historisches Rathaus

- Nördlich von Stebbach befindet sich auf einem Bergsporn die im Mittelalter durch die Herren von Gemmingen erbaute Burg Streichenberg, die nach mehreren Besitzerwechseln 1670 in den Besitz der Raugrafen bzw. der Grafen von Degenfeld-Schonburg gelangte, von denen sich eine Grablege auf dem Friedhof von Stebbach befindet.
- Westlich der Burg liegt das klassizistische Schloss Schomberg, das die Grafen von Degenfeld-Schonburg ab 1820 erbaut haben und von diesen bis heute als Wohnsitz genutzt wird. Südlich an das Schloss schließt sich der zugehörige Wirtschaftshof an. Etwas weiter südöstlich von Burg und Schloss befindet sich außerdem die historische Streichenberger Mühle.
- Die evangelische Kirche befindet sich auf dem Kirchberg, oberhalb der historischen Ortsmitte von Stebbach, die inzwischen größtenteils einem modernen Dorfplatz gewichen ist.
- Das historische Rathaus des Ortes, erbaut 1755 unter Schultheiß Johann Jakob Lörz von Baumeister Johann Christoph Feihl aus Stetten (Heuchelberg), ist wie das benachbarte historische Gasthaus Rössle ein Fachwerkgebäude im fränkischen Fachwerkstil.
- Die Dorfsanierung der 1960er und 1970er haben sonst nur sehr wenige historische Gebäude im Ort überdauert. Zu den wenigen weiteren historischen Gebäuden zählen das heute als Schule genutzte ehemalige Rentamtsgebäude, das von einer fränkischen Hofanlage übrig gebliebene Haus Christofel von 1854 in der Schulstraße 8 sowie das letzte Wohnstallhaus am Ort, Haus Meyer von 1906 in der Hauptstraße 7. Außerdem kündet der außerhalb des Ortes gelegene Tabakschopf von der früheren Bedeutung des Tabakbaus in der Region.

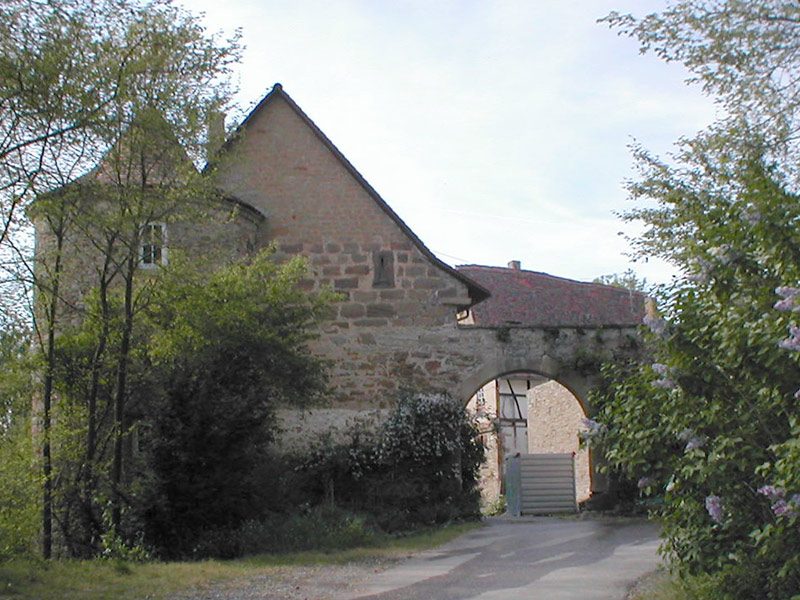
Burg Streichenberg
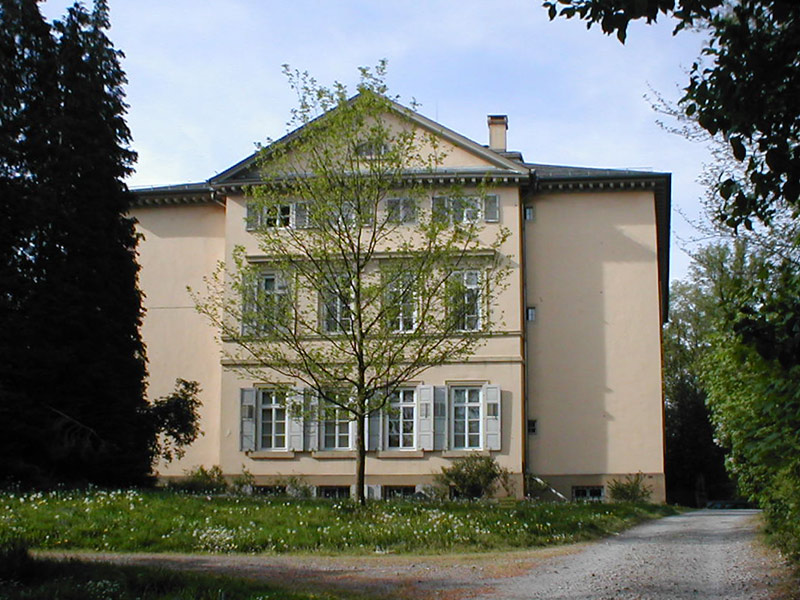
Schloss Schomberg
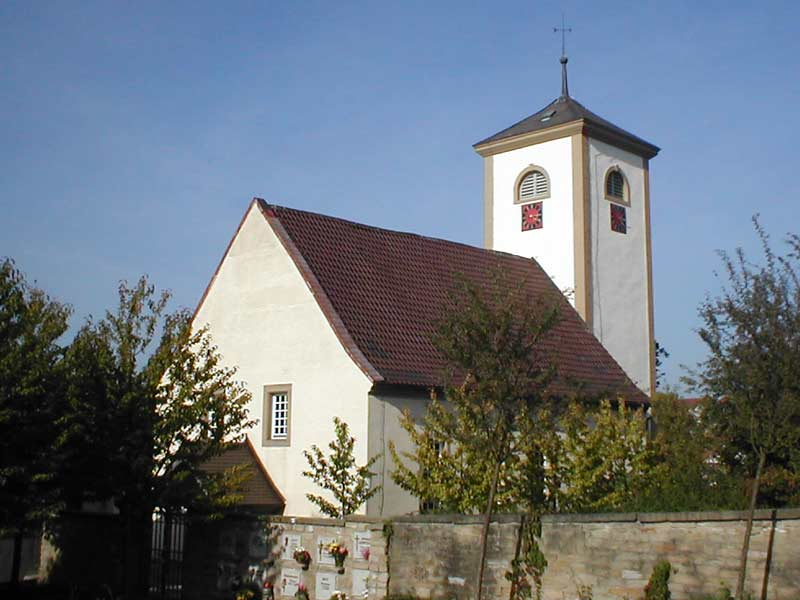
Evangelische Kirche

## Verkehr
Stebbach liegt unmittelbar an der B 293 von Heilbronn nach Karlsruhe. Ein Haltepunkt an der Kraichgaubahn, der von der Stadtbahn Heilbronn bedient wird, befindet sich im zwei Kilometer entfernten Hauptort Gemmingen. Das Teilstück der A 6 von Heilbronn nach Mannheim verläuft weiter nördlich des Ortes, Auffahrten befinden sich in 12 und 16 Kilometer Entfernung.

## Persönlichkeiten
- Michael Kahn (1798–1861), Gründer der Mannheimer Bettfedernfabrik
- Bernhard Kahn (1827–1905), Unternehmer und Bankier in Mannheim
- Jakob Burkhard (1842–1925), Landwirt und Bürgermeister in Stebbach, badischer Landtagsabgeordneter von 1899 bis 1908
- Jonas Eisinger (1844–1914), Ratschreiber, wurde 1912 Ehrenbürger von Stebbach. Die Ehrenbürgerschaft wurde ihm jedoch 1936 aufgrund seines jüdischen Glaubens wieder entzogen. Ihm folgte der NS-Gauleiter von Baden, Robert Wagner, als Ehrenbürger, dem die Auszeichnung 1946 wieder aberkannt wurde.[5]
- Hermann Wolf (* 4. November 1862 in Stebbach; † 14. Oktober 1926 in Heilbronn), Schuhfabrikant (Schuhfabrik Wolko)[6]
- Hermann Schäufele (1906–1977), Erzbischof von Freiburg, geboren in Stebbach
- Hans-Peter Neuhaus (* 1945), Handballnationalspieler und Trainer, geboren in Stebbach
- Hank Häberle (1957–2007), Countrysänger, verstorben in Stebbach